# 水素炎イオン化型検出器

FID概略図。
(A)キャピラリーチューブ、(B)白金ノズル、(C)水素、(D)空気、(E)炎、(F)イオン、(G)コレクター、(H)ガス出口、(J)アナログ・デジタル変換器同軸ケーブル。

水素炎イオン化検出器の検出原理

水素炎イオン化型検出器（すいそえんイオンかがたけんしゅつき、英: Flame Ionization Detector、略称：FID）とは、ガスクロマトグラフィーで用いられ、試料ガスを水素炎で燃焼させて生じるイオン電流を検出する検出器のこと。

## 構造と原理
FID本体は、水素の燃焼するノズル、加熱用電極、イオンコレクター電極、電極間に直流電圧を与えイオン電流を測定する回路から構成される。
ノズル出口でキャリアガスに水素と空気を混合をさせ点火することで水素炎が形成する。このとき電極間に電流はほとんど流れない。カラムで分離された有機物がキャリアガスとともに水素炎に入ってくると、多量のイオンが生成する。このイオンをイオンコレクター電極（陽極）で集め、イオン電流として検出される。

## 特徴
- 装置の構造が単純。
- 炭化水素化合物などほぼ全ての有機物に対して、熱伝導度型検出器の1000～10000倍の感度を示し、ppbレベルの分析が可能。
- 燃焼しない気体、特に無機ガス（水、酸素、窒素など）に対してはほとんど感度を持たない。
- 応答の直線範囲（ダイナミックレンジ）が9桁程度と広い。
- サンプルが破壊される。
- 一般的に、サンプル分子中の炭素数に比例した感度を有する。
- 炭素数１個のカルボニル化合物にはほとんど応答しない。ホルムアルデヒドに対しては感度は小さいが応答する。
- ヘテロ原子が結合している場合は検出が難しい。
- 窒素やヘリウムを添加すると、水素炎が安定する。